# Giacomo Mazza

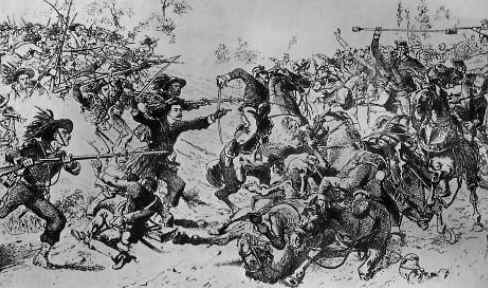
Battaglia di Custoza

Giacomo Mazza (Magasa, 1826 – Magasa, 1911) è stato un militare austriaco, soldato combattente pluridecorato dell'esercito imperiale nelle tre guerre risorgimentali combattute in Italia.

## Biografia
Nel 1845 il contadino Giacomo Mazza detto Mostacì, nativo di Magasa, territorio austriaco, fu arruolato, al compimento del diciannovesimo anno d'età, nell'esercito imperiale di Ferdinando I d'Austria per una ferma obbligatoria di 15 anni di servizio. Difatti come cittadino trentino, era soggetto al cosiddetto sistema della "cava", ossia la selezione per sorteggio, al momento della visita sanitaria militare a Condino, di un coscritto fra mille uomini dichiarati abili alle armi.
Soldato del prestigioso reggimento Kaiserjäger, i cacciatori imperiali, combatté il 25 luglio del 1848 durante la prima guerra di indipendenza nella battaglia di Custoza.
Nel 1859 fu presente alla battaglia di Solferino e San Martino ove, dopo un sanguinoso combattimento corpo a corpo, strappò dalle mani di uno zuavo francese morto uno spadone che poi portò, come ricordo, a Magasa. Di quello scontro, benché ferito, fu uno dei pochi sopravvissuti del suo reparto.
Durante la terza guerra di indipendenza del 1866 prese parte alla battaglia di Custoza. Per il suo valoroso comportamento sui campi di battaglia fu più volte decorato al valor militare, tra queste figura quella della medaglia alla memoria della difesa nazionale del Tirolo del 1866.
Il soprannome di Mostacì è sinonimo di una persona astuta. Si sposò con Giovanna Pace Mostacina (1831-1904) della famiglia dei Nerzöla.

## Faccia a faccia con l'Arciduca

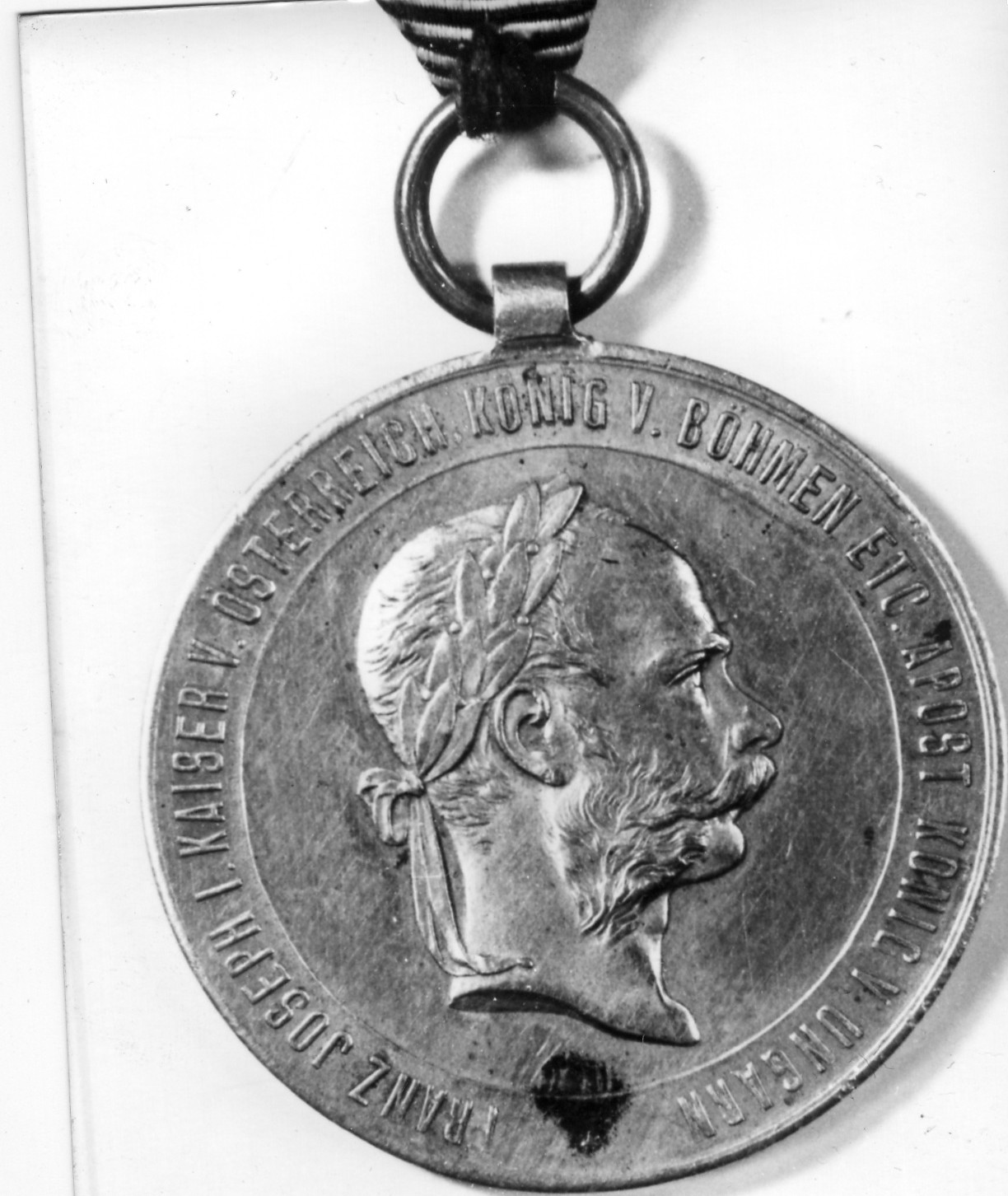
Medaglia alla memoria della difesa nazionale del Tirolo del 1866 con l'effigie dell'imperatore Francesco Giuseppe I d'Austria e la scritta FRANZ JOSEPH I. KAISER V. ÖSTERREICH, KÖNIG V. BÖHMEN ETC. APOST. KÖNIG V. UNGARN

Il 20 marzo 1910 in occasione della visita a Magasa dell'arciduca Eugenio d’Asburgo (1863-1954), Giacomo, ormai anziano e infermo, accolse l'aristocratico in via Dante, seduto su una sedia posta sotto l'effigie della Madonna Pellegrina, con tutte le sue decorazioni militari appuntate sul petto. L'arciduca Eugenio, commosso e stupito, rispose con il saluto militare, l'omaggiò con belle parole e lo remunerò per la fedeltà dimostrata all'Austria.